# دولنی اولشنیتسه
دولنی اولشنیتسه (به چکی: Dolní Olešnice) یک منطقهٔ مسکونی در جمهوری چک است که در منطقه تروتنوف واقع شده‌است. دولنی اولشنیتسه ۳۷۹ نفر جمعیت دارد و ۳۴۶ متر بالاتر از سطح دریا واقع شده‌است.